# حصانة مشروطة
تُعتبر الحصانة المشروطة في الولايات المتحدة مبدًا قانونيًا يمنح المسؤولين الحكوميين الذين يؤدون وظائف تقديرية (اختيارية) يمنحهم حصانةً ضدّ الدعاوي المدنية، إلا في حال إثبات المدّعي أن المسؤول قد انتهك «حقوقًا قانونية أو دستورية محددة بوضوح، ويمكن لأي شخصٍ عاقلٍ أن يعرفها». وهي نوعٌ من أنواع الحصانة السيادية الأقل صرامة من الحصانة المطلقة التي تهدف إلى حماية المسؤولين الذين «يصدرون أحكامًا معقولة إنما خاطئة متعلّقة بقضايا قانونية مفتوحة»، والتي تشمل «جميع [المسؤولين] ما عدا مَن يثبت عدم أهليتهم أو أولئك الذين يخرقون القانون عمدًا». يقتصر تطبيق الحصانة المشروطة على المسؤولين الحكوميين في الدعاوي المدنية، بيد أنها لا تحمي الحكومة نفسها من الدعاوي المُرفوعة بسبب أفعال المسؤولين.
قدّمت المحكمة العليا للولايات المتحدة الأمريكية مبدأ الحصانة المشروطة أوّل مرة في قضية بيرسون ضد ري (1967)، وهي قضية رُفعت خلال ذروة حركة الحقوق المدنية. يُقالُ إنها قُدّمت في الأصل انطلاقًا مِن منطق حماية مسؤولي تطبيق القانون من الدعاوى القضائية غير الجدّية والتبعات المالية في الحالات التي تصرفوا فيها بحُسن نية في مواقف قانونية مبهمة المعالم.

## التاريخ والخلفية

### قضية بيرسون ضد ريه
في قضية بيرسون ضد ريه (1967)، قدّمت المحكمة العليا أول تبريرٍ للحاجة إلى الحصانة المشروطة الحاجة ضدّ دعاوي انتهاك الحقوق المدنية لموظفي تطبيق القانون بقولها إن «رجل الشرطة ليس سعيد الحظّ تمامًا لدرجة أنه ينبغي عليه الاختيار بين اتهامه بالتقصير في واجبه إذا لم يقم بعملية الاعتقال عندما يكون لديه سبب وجيه، ويعاقب مع تعويضاتٍ إذا أتمّ عملية الاعتقال».

### قضية بيفنز والمادة 42 للمحكمة العليا للولايات المتحدة الأمريكية 1983
غالبًا ما تُثار الحصانة المشروطة في قضايا الحقوق المدنية، وخصوصًا في الدعاوي القضائية التي تنشأ بموجب المادة 42 للمحكمة العليا للولايات المتحدة الأمريكية 1983، وقضية بيفنز ضدّ ستة عملاء حكوميين غير مسمّين (1971). بموجب المادة 42 للمحكمة العليا للولايات المتحدة الأمريكية 1983، يمكن للمدعي رفع دعوى للحصول على تعويضات عندما ينتهك المسؤولون الحكوميون حقوقهم الدستورية أو غيرها من الحقوق الفيدرالية. وتنص المادة 42 للمحكمة العليا للولايات المتحدة الأمريكية 1983على ما يلي:
أيّما شخص يعرّض، بدعوى أي قانون، أو مرسوم، أو لائحة، أو عرف، أو اصطلاح لأي ولاية، أو إقليم، أو مقاطعة كولومبيا، أو يتّسبب بتعريض أي مواطن من الولايات المتحدة أو أي شخص آخر ضمن الولاية القضائية للأماكن المذكورة أعلاه لحرمانه من أي حقوق، أو امتيازات، أو حصانات مكفولة بموجب الدستور والقوانين، يكون مسؤولًا عن الطرف المتضرر ...
وعلى نحو مماثل، بموجب الحُكم في قضية بيفنز ضد ستة عملاء حكوميين غير مسمّين، يجوز للمدعين رفع دعوى للحصول على تعويضات إذا انتهك المسؤولون الفدراليون حقوقهم الدستورية. بالرغم من ذلك، لا تؤدي جميع الانتهاكات الدستورية إلى سبب دعوى ينطبق عليها تفسير حُكم قضية بيفنز. حتى الآن، اعترفت المحكمة العليا للولايات المتحدة الأمريكية بمطالبات بيفنز بانتهاكات ضدّ التعديل الرابع لدستور الولايات المتحدة الأمريكية، وعنصر المساواة في الحماية للمحاكمة العادلة المنصوص عليها في التعديل الخامس، والتعديل الثامن.

### قضية هارلو ضد فيتزجيرالد
جاءَ الاختبار المعاصر لمبدأ الحصانة المشروطة في قضية هارلو ضد فيتزجيرالد (1982).
قبل قضية هارلو ضد فيتزجيرالد، اقتصرت الحصانة التي منحتها المحكمة العليا الأمريكية للمسؤولين الحكوميين على الحالات التي: (1) ظنّ المسؤول بدافعٍ حسن النية أن سلوكه كان قانونيًا، و(2) يكون فيها السلوك معقولًا من الناحية الموضوعية. ومع هذا، فإن تحديد الحالة الذهنية الذاتيّة للمسؤول (أي، هل كان يعتقد بحسُن نية أن تصرفه قانوني) يتطلب محاكمة، وغالبًا باشتراك هيئة محلفين. أدت المخاوف المتعلقة بالسماح للدعاوي بالوصول إلى هذا الحدّ إلى ثني المسؤولين عن أداء واجباتهم، و«[حرْفِ] الطاقة الرسمية من متابعة القضايا العامة الملحة، و[ردع] المواطنين الأكفياء من العمل في المناصب العامة»، فأصدرت المحكمة العليا القاعدة الحالية الخاصة بالحصانة المشروطة: «المسؤولون الحكوميون الذين يؤدون وظائف تقديرية بشكل عام محصنون من المسؤولية عن تسبيبهم الأضرار المدنية في حال عدم انتهاك سلوكهم الحقوق القانونية أو الدستورية المحددة بوضوح والتي يمكن أن يعرفها أي شخص عاقل». وهكذا، لم يعد تطبيق الحصانة المشروطة يعتمد على الحالة الذهنية الذاتية للمسؤول، إنما يستند إلى معرفة الشخص العاقل في موقع المسؤول أن أفعاله تتماشى مع المبادئ القانونية المحددة بوضوح أم لا.

### قضية سوسير ضد كاتس
في قضية سوسير ضد كاتس، تلقّى الضابطان العسكريان سوسير وباركر تحذيراتٍ بخصوص حدوث احتجاجات محتملة خلال خطاب لنائب الرئيس آل جور. وعندما شرع كاتس في رفع لافتة للدفاع عن حقوق الحيوان، احتجزه سوسير في سيارته العسكرية. رفع كاتس دعوى قضائية لشعوره أنّ حقوقه المنصوص عليها في التعديل الرابع للدستور الأمريكي قد انتُهكت. في نهاية المطاف، حكمت المحكمة لصالح سوسير، بسبب الحصانة المشروطة. وذكرت المحكمة العليا للولايات المتحدة الأمريكية أن «الحكم بشأن الحصانة المشروطة يتطلب تحليلًا غير خاضعٍ للخلط مع قضية مزاعم الإفراط في استخدام القوة عند تنفيذ الاعتقال من عدمها». بمعنى آخر، فإن التحليل المطبق على مزاعم القوة المفرطة ليس نفس التحليل المطبّق على الأسس الموضوعية للدعوى. يقدّم قرار المحكمة العليا في هذه القضية تحقيقًا مكوَّنًا من إجراءين في الدعاوي المرفوعة ضد مسؤول حكومي: أولًا، ما إذا كانت تصرفات المسؤول تنتهك الحقوق الدستورية للمدعي، وثانيًا، ما إذا كانت هذه الحقوق قد أُقرّت بوضوح ساعة وقوع الحادث.

### قضية بيرسون ضد كالاهان
ألغى قرار المحكمة العليا في قضية بيرسون وغيره ضدّ كالاهان قرارها في قضية سوسير ضد كاتس والتحقيق المكوّن من إجراءين، مما أعطى مزيدًا من السلطة التقديرية للمحاكم الدنيا. وهكذا أصبح التمحيص في القانون أو الدستور فيما يتعلق بالقضايا المشابهة المرفوعة أمام المحاكم أصبح متروكًا للمحاكم للبتّ فيها.

## تطبيق الحصانة المشروطة

### متطلبات الوظيفة التقديرية
تنطبق الحصانة المشروطة فقط على الأعمال «التقديرية» لا الإجبارية. وتفرّق المحاكم بشكلٍ خاصّ بين الإجراءات التقديرية والأعمال الإجبارية. إذ يتطلب العمل التقديري من المسؤول تحديد «ما إذا كان ينبغي القيام بعمل ما أو الإتيان بسلوكٍ ما» وتحديد أفضل الوسائل لإنجاز الهدف المختار. في المقابل، فإن العمل الإجباري له «طبيعة مكتبية» –عادة ما يُطلب من المسؤول فعل إجراءٍ ما بغض النظر عن رأيه الشخصي. وفي بعض الأحيان، حتى المهام الإجبارية قد تضمّ قدرًا ضئيلًا من السلطة التقديرية، لكن هذا التقدير لا يلبي بالضرورة متطلبات الحصانة المشروطة.

### شرط القانون المنصوص عليه بوضوح
لا تحمي الحصانة المشروطة المسؤولين الذين ينتهكون «الحقوق القانونية أو الدستورية المحددة بوضوح والتي كان من الممكن أن يعرفها أي شخص عاقل». ويُعتبر هذا معيارًا موضوعيًا، إذ أنه لا يعتمد على الحالة الذهنية الذاتية للمسؤول، بل على ما إذا كان أي شخص عاقل سيقرر أن السلوك في تلك الحالة ينتهك قانونًا واضحًا.